# União Soviética nos Jogos Paralímpicos de Verão de 1988
União Soviética participou dos Jogos Paralímpicos de Verão de 1988, que foram realizados na cidade de Seul, na Coreia do Sul, entre os dias 15 e 24 de outubro de 1988. Esta só não foi a sua primeira, mas também a sua última participação nos Jogos Paralímpicos de Verão antes de sua dissolução (1991). O país só participou nas provas do atletismo e da natação. Os atletas soviéticos conquistaram 21 ouros, 20 pratas e 15 bronzes, num total de 56.
Vadim Kalmykov, com quatro medalhas de ouro no atletismo, foi o atleta mais bem-sucedido da URSS nos Jogos.